# 기원정사

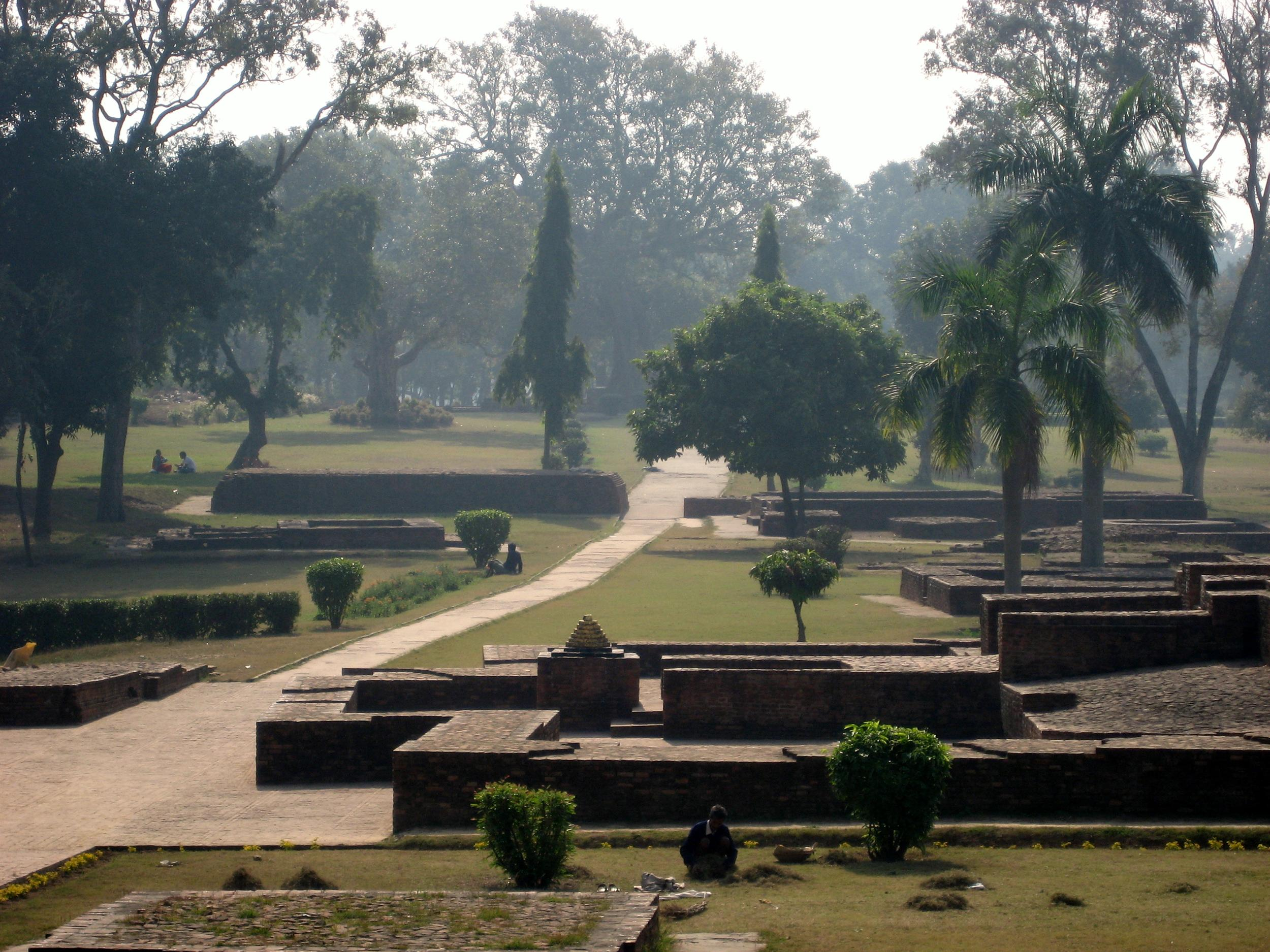
오늘날의 기원정사.

기원정사(祇園精舎, 산스크리트어: Jetavana-vihāra, 정식 이름: 기수급고독원정사祇樹給孤独園精舎, 산스크리트어: Jetavānānāthapi adasyārāma)는 십육대국 시대 코살라의 수도 슈라바스티(사위성舎衛城, 오늘날의 우타르프라데시주 슈라바스티)에 있었던 사찰이다.
석가모니 붓다가 설법을 행한 장소로 석가모니가 제세(在世) 시절에 설법을 행했던 이른바 천축 5대 정사(精舎)의 하나로, 기수급고독원은 기원정사가 위치했던 장소로써 기원정사를 가리킬 때 기수급고독원이라고 칭하기도 한다.
기수급고독원의 다른 이름은 기다수급고독원(祇多樹給孤獨園), 줄여서 기수원(祇樹園) ㆍ 기원(祇園) ㆍ 급고독원(給孤獨園)이라고도 한다. 한국에서 번역될 때는 이들 한역 단어 외에도 그 이름의 의미를 그대로 풀어서 사밧티의 제타 숲, 외로운 사람들에게 먹을 것을 나누어 주는 장자의 동산으로 번역되기도 한다.

## 이름
기원정사의 산스크리트 이름은 「제타 태자의 숲」(기타림祇陀林, Jetavana)으로 「의지할 곳 없는 이에게 베풀다」(Anāthapiṇḍada)라는 단어를 붙인 것으로, 불경에는 다음과 같은 유래가 전하고 있다.
기수급고독원의 원래 주인이었던 제타 태자는 코살라국 파세나디 왕의 태자로, 당시 슈라바스티에는 수닷타(須達多)라는 이름의 부자가 살고 있었다. 의지할 곳 없는 사람들을 가엾게 여기고 그들에게 먹을 것을 나누어 주었기 때문에, 사람들은 그를 「급고독자」(給孤独者) 또는 「급고독 장자」(給孤独長者, Anāthapiṇḍada)라고 불렀다.
어느 날 수닷타 장자는 석가모니의 설법을 듣고 이에 귀의하고, 석가모니 붓다에게 그가 설법을 행할 수 있는 사찰(정사)을 바치겠다는 발원을 세웠다. 이전의 불교 교단은 1년 내내 돌아다니면서 포교(전도) ・ 탁발 등의 수행(유행遊行)을 행하고 있었지만, 우기 때의 유행은 벌레나 식물 등이 발에 많이 밟혀서 본의 아니게 살생을 저지를 우려가 있었으므로, 우기 때만큼은 건물 내에서 수행하도록 되어 있었는데(안거安居), 이는 교단에 걸맞는 시설이 없기 때문이기도 하였다.
그때 수닷타 장자의 눈에 들어온 부지가 코살라국의 태자 제타(jetṛ、祇陀)가 소유한 원림(vana)이었다. 그 토지를 양도해 주기를 비는 수닷타 장자에게 제타 태자는 「네가 원하는 땅의 넓이만큼 금화를 깔아놓는다면 넘겨 주겠다」며 비웃었다. 그러나 수닷타가 정말로 금화를 땅에 깔기 시작하자, 제타 태자는 놀라서 그대로 토지를 수닷타 장자에게 넘겨주었고 또한 자신도 숲의 나무를 기부하여 사원의 건설을 원조하였다고 한다.
때문에 그 승원은 제타 태자와 급고독 장자 수닷타 두 사람의 이름을 따서 기수급고독원(祇樹給孤独園)이라고 불리게 되었고, 그곳에 세워진 정사를 「제타 태자의 숲(한역하면 「祇陀樹」이고 줄여서 「祇樹」), 의지할 곳 없는 사람들에게 베푸는 장자(한역하면 「給孤独長者」로 줄여서 「給孤独」)의 원림(園)에 있는 정사(精舎)」다 불리며 한역해서 「기수급고독원정사」(祇樹給孤独園精舎) 줄여서 「기원정사」(祇園精舎)라 불리게 되었다.
쿠마라지바(鳩摩羅什) 등이 불경을 한역하면서 표기할 때는 「기수급고독원」(祇樹給孤独園)이었으나, 현장삼장(玄奘三蔵)의 번역에서는 「서다림급고독원」(誓多林給孤独園)이 되어 산스크리트어 원어에 보다 가깝게 되기는 했지만, 현장의 번역은 쿠마라지바의 번역에 비해 널리 쓰이지는 않았다.

## 현황
기수급고독원은 중인도 슈라바스티에서 남쪽으로 1마일 지점에 있었다. 그 장소는 북위 27° 30′ 34″ 동경 82° 02′ 24″ / 북위 27.509466°  동경 82.040073° 으로, 그 일대는 오늘날 역사공원으로 지정되어 있다.
공원 내에는 석가모니가 설법을 행했다는 장소로 전하는 향당(香堂, 간다쿠티Gandhakuti))이나 스투파 등이 남아 있다. 또한 공원 내에는 불교에서 두 번째로 귀한 것으로 알려진 보리수(菩提樹), 「아난보리수」(阿難菩提樹)가 있다. 북인도의 불교도에게 있어 기원정사는 성지(聖地)의 하나로써 중요한 위치를 점하고 있었으나, 그 가운데서도 향당이 가장 중요한 곳으로 여겨졌다.
기원정사 동문에는 아소카 왕이 세운 아소카의 석주 2구가 남아 있다.

## 불교 문화권에서의 수용

### 한국
신라 시대에 창건된 것으로 전하는 경주의 기림사(祗林寺)의 이름은 643년 원효에 의해 중창되었을 당시 임정사(林井寺)에서 개칭된 것으로, 기수급고독원(기원정사)의 이름에서 따온 것이다. 조선 시대 『증보문헌비고』 권106 악고(樂考)와 『대동운부군옥』 권18에에는 신라 경애왕이 포석정에서 연회를 열면서 두 명의 궁녀에게 부르게 하였다는 번화곡(繁花曲)이라는 노래의 한역 가사가 실려 있는데, 「기원사와 실제사, 두 절의 동쪽 소나무 두 그루 등넝쿨 속에 기대 있도다/머리 돌려 바라보매 꽃은 못가 섬돌에 가득하고 옅은 안개와 가벼운 구름이 뒤엉켜 몽롱하여라」(祇園實際兮二寺東 兩松相依兮蘿中 回首一兮花滿塢 細霧輕蕓兮幷濃)라는 내용으로 기원사라는 사찰의 존재를 언급하고 있다.

## 갤러리

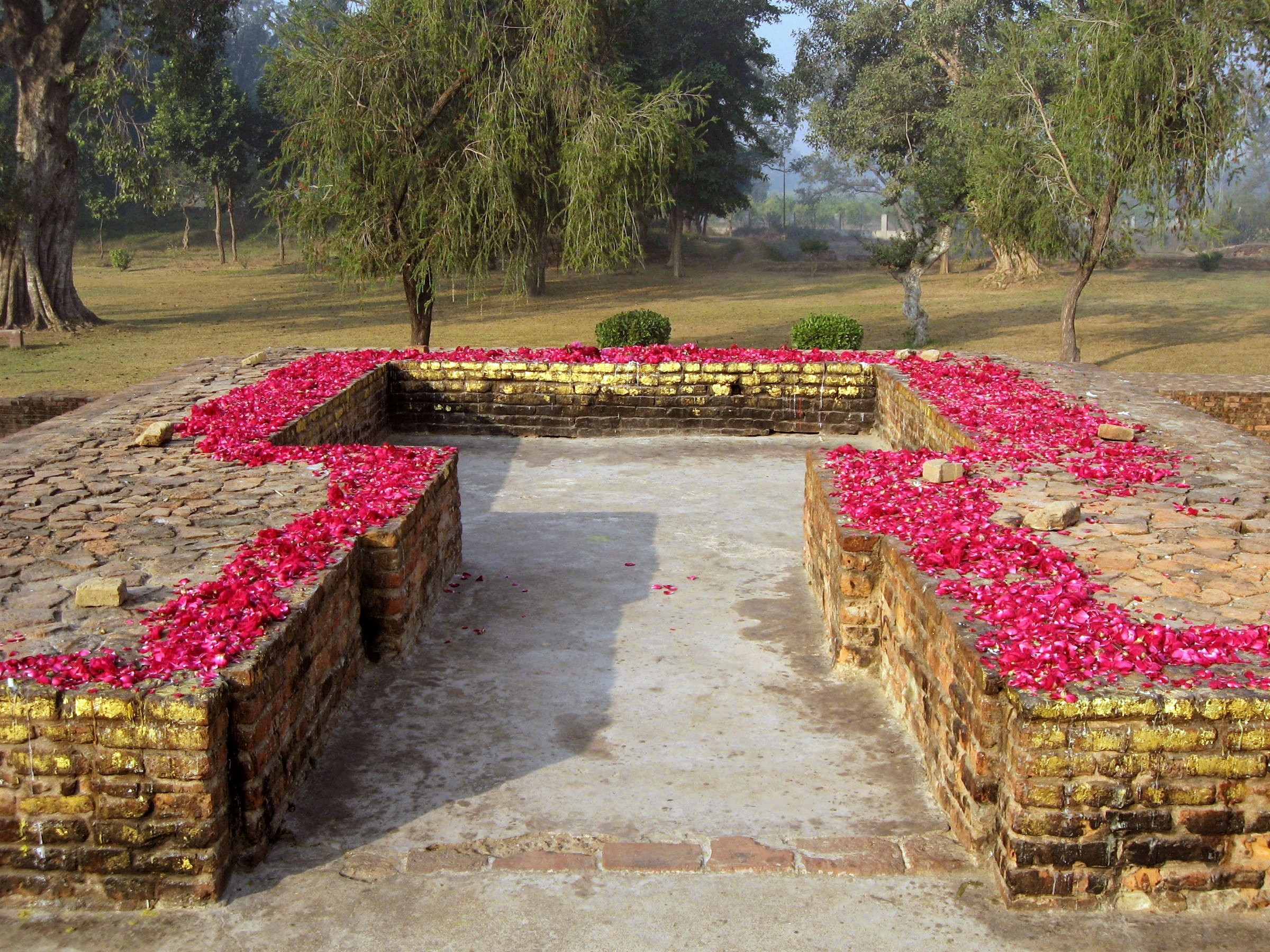
석가모니가 설법을 행했다는 장소(2006년 12월)
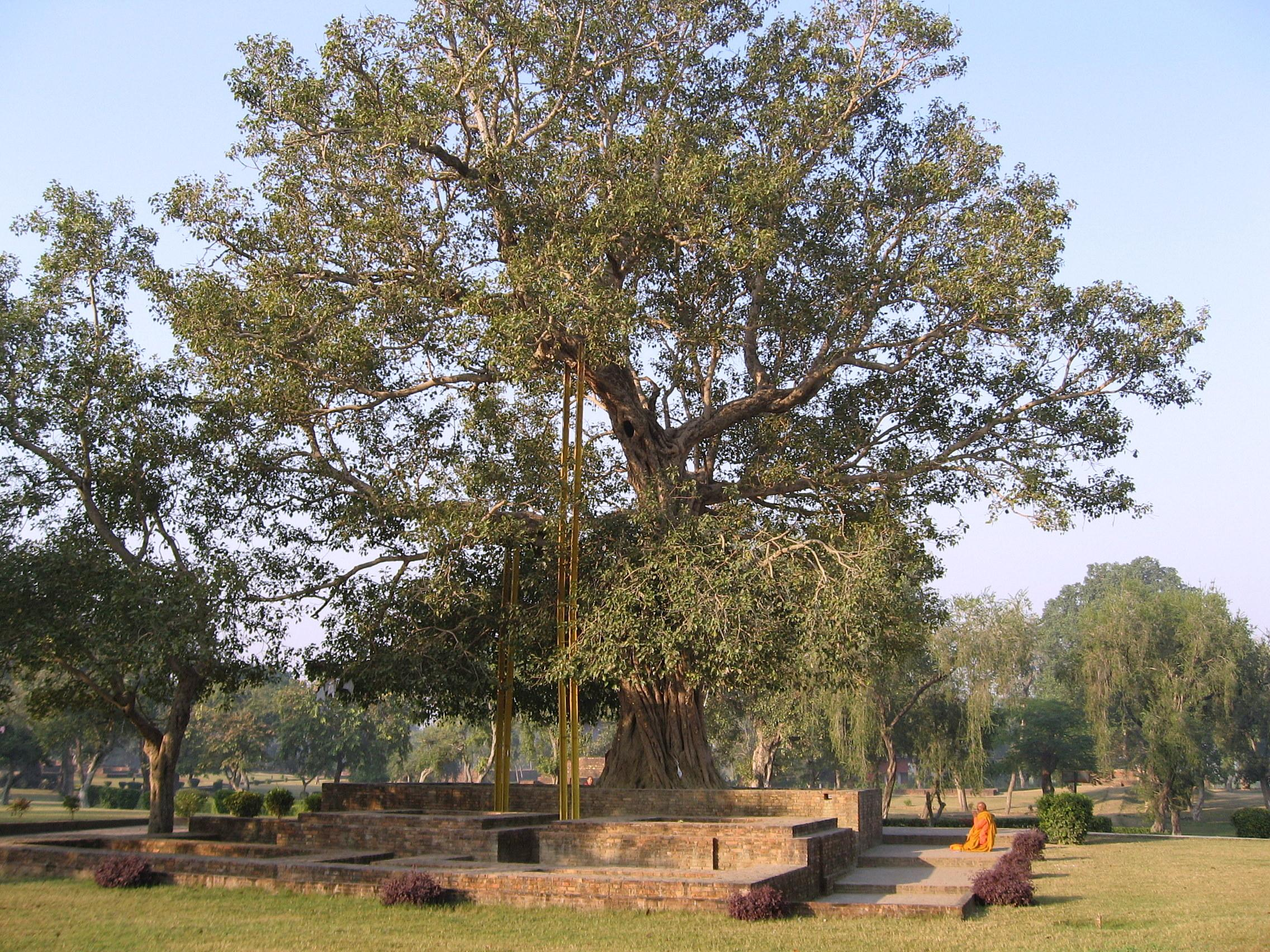
아난보리수(2006년 11월). 석가모니가 아난다를 위해 기원하였다고 전한다.
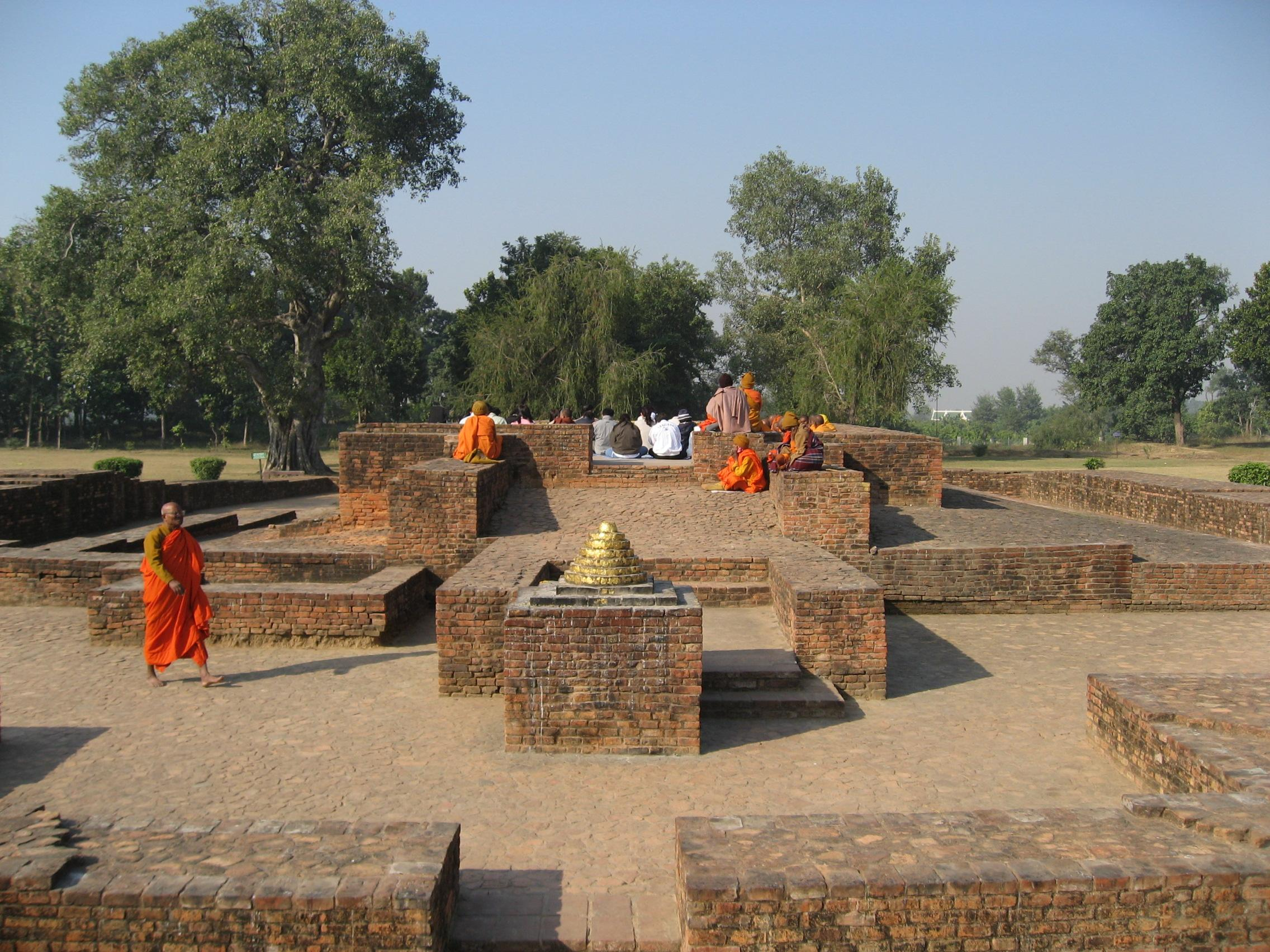
향당(2006년 12월)
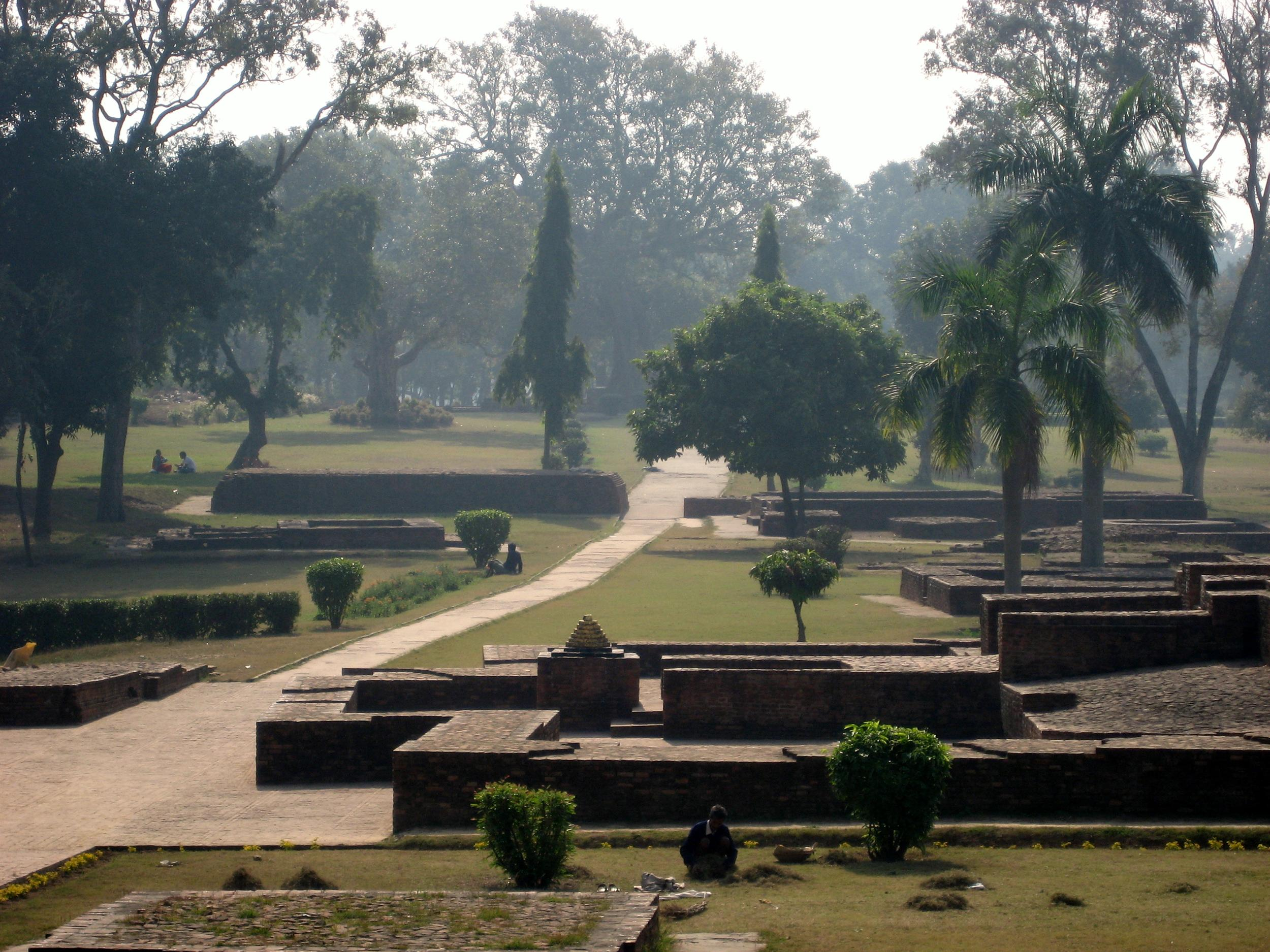
기원정사의 모습(2006년 11월).
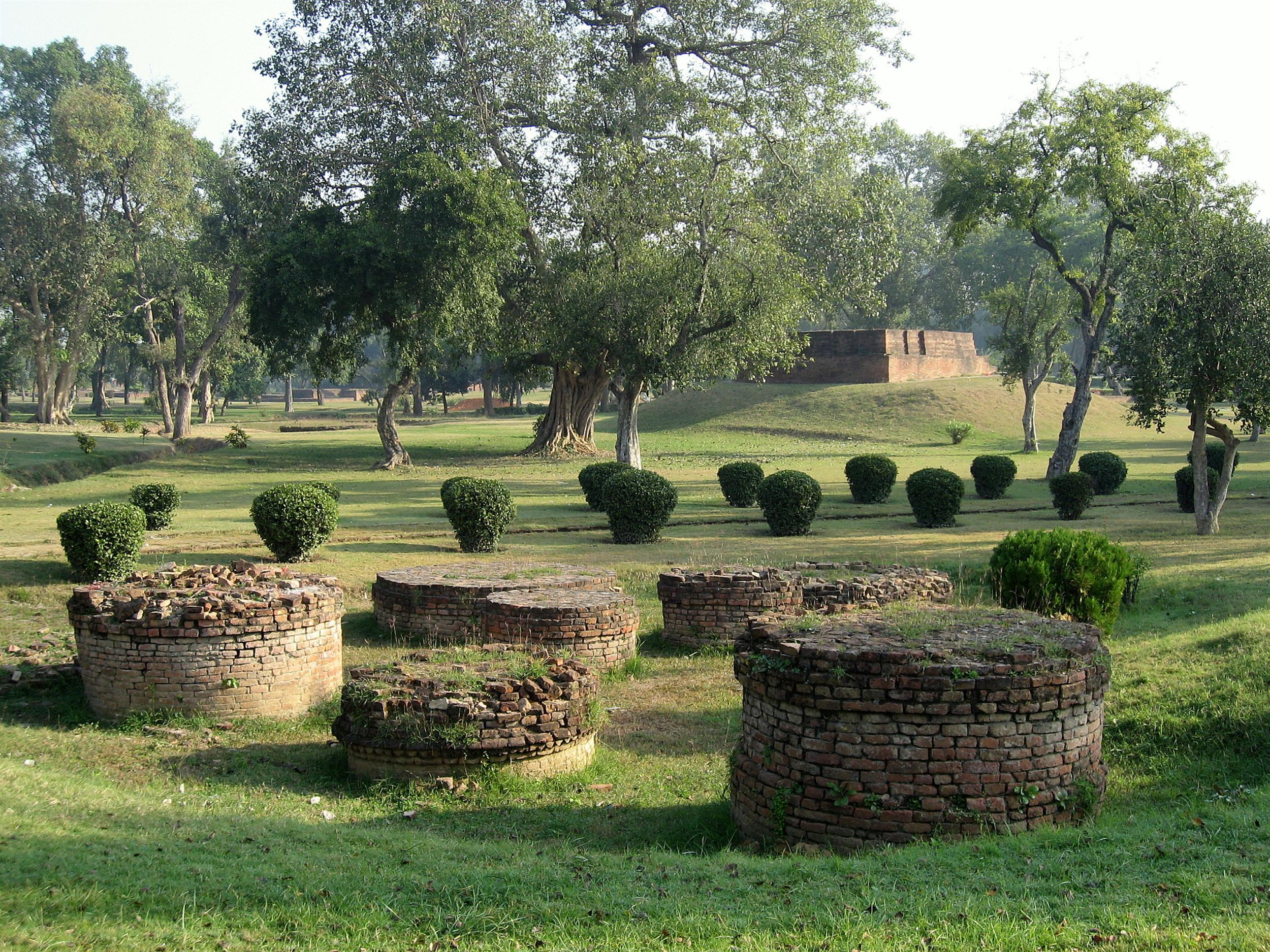
기원정사에 있는 작은 불탑(2006년 11월).
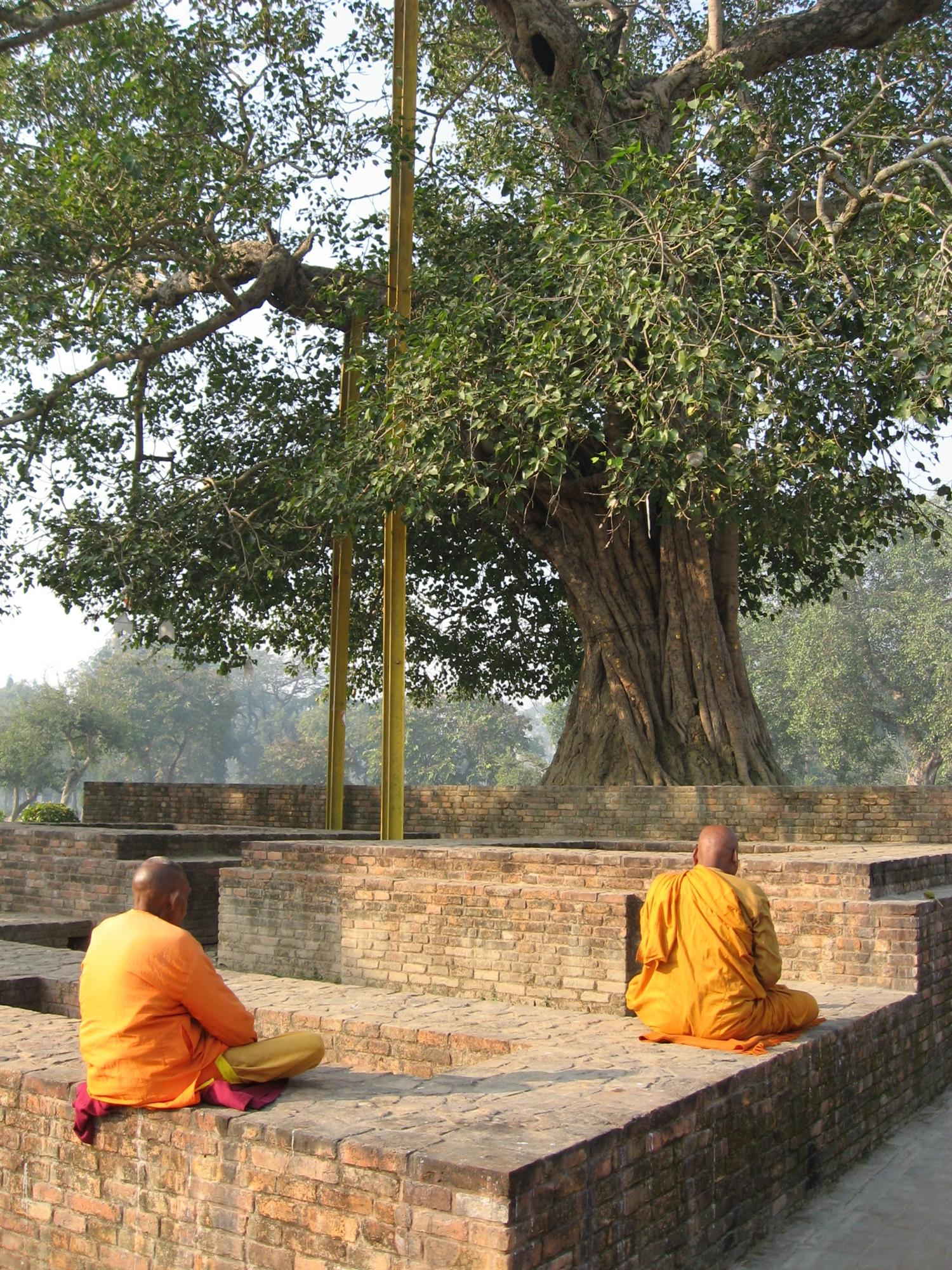
아난보리수 아래에서 명상하는 승려(2006년 11월).
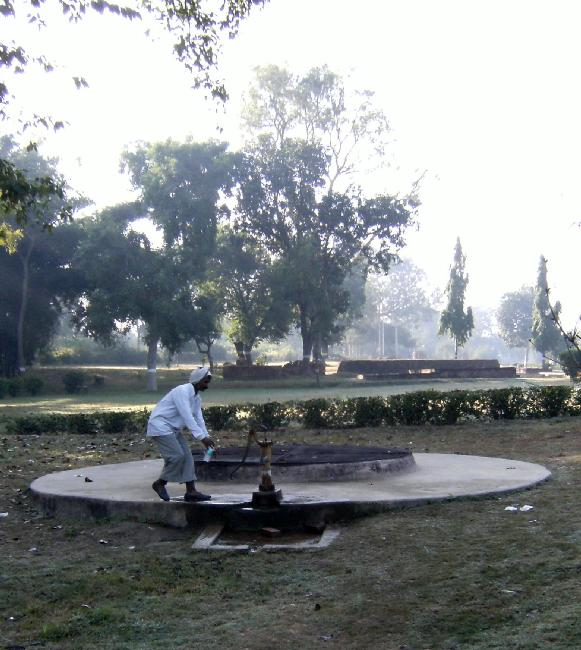
우물(2009년).

## 같이 보기
- 죽림정사(竹林精舎)
- 기온마쓰리(祇園祭)